# Khidim
Khidim (nep. खिदीम) – gaun wikas samiti w zachodniej części Nepalu w strefie Lumbini w dystrykcie Arghakhanchi. Według nepalskiego spisu powszechnego z 2011 roku liczył on 869 gospodarstw domowych i 3474 mieszkańców (1976 kobiet i 1498 mężczyzn).